# Mariella Picasso
Mariella Lourdes Julia Irene Picasso Salinas (Lima, 20 aprile 1955) è un'ex cestista peruviana.

## Carriera
Con il Perù ha preso parte ai Campionati mondiali del 1983.